# Ghiacciaio Hurley
Il ghiacciaio Hurley è un ghiacciaio situato sull'isola Adelaide, davanti alla costa di Loubet, nella parte occidentale della Terra di Graham, in Antartide. Il ghiacciaio si trova in particolare tra il monte Gaudry e il monte Liotard, nella parte sud-orientale dell'isola, e da lì fluisce verso est fino a entrare nella baia di Ryder, poco a sud del ghiacciaio Horton.

## Storia
Il ghiacciaio Hurley è stato mappato grazie a ricognizioni effettuate tra il 1948 e il 1949, e poi ancora tra il 1955 e il 1957, dalla Hunting Aerosurveys Ltd per conto del British Antarctic Survey (BAS), che all'epoca si chiamava ancora Falkland Islands and Dependencies Survey. Il ghiacciaio è stato poi così battezzato nel 1977 dal Comitato britannico per i toponimi antartici in onore di Alec J. Hurley, un meccanico del BAS di stanza alla Stazione Halley nel periodo 1975-76 e alla Stazione Rothera nel periodo 1976-77.